# Arthur Hamilton
Arthur Hamilton Stern (Seattle, 22 de outubro de 1926 – 3 de junho de 2025), conhecido profissionalmente como Arthur Hamilton, é um compositor americano. Ele é mais conhecido por escrever a música "Cry Me a River", publicada pela primeira vez em 1953, e gravada por Julie London e vários outros artistas.

## Biografia
Arthur "Art" Stern nasceu em Seattle, Washington, filho do compositor e comediante Jacob Abraham "Jack" Stern (1896–1985) e Grace Hamilton Stern née Leet (1883–1953).  Ele se mudou quando criança com sua família para Hollywood, Califórnia.  Ele aprendeu piano quando criança e também estudou teoria musical e contraponto .
Mais tarde, ele começou a usar o nome Arthur Hamilton.  Em 1949, ele escreveu um musical de televisão ao vivo para a KTTV em Los Angeles, Califórnia. Ele também trabalhou para uma editora de música.  Em 1953, quando sob contrato com Jack Webb, contribuiu com três músicas para o filme Pete Kelly's Blues, incluindo " Sing A Rainbow " e "He Needs Me", cantadas por Peggy Lee. No entanto, a terceira música de Hamilton, "Cry Me a River", cantada por Ella Fitzgerald, foi retirado do filme, embora Ella tenha gravado mais tarde em sua carreira. O primeiro lançamento da música e a gravação mais famosa foram da atriz e cantora Julie London - que havia sido a esposa de Jack Webb - em 1955.  Sua performance da música no filme de 1956 The Girl Can't Can't ele ajudou a torná-lo um hit milhões de venda, atingindo # 9 nos EUA Billboard chart e # 22 no Reino Unido. A música, que também foi gravada por Joe Cocker em 1970, contém a letra: 'me disse que o amor era muito plebeu, me disse que você terminou comigo' n ... ''. Em 2010, Hamilton participou de uma sessão de gravação na Capitol Records em Los Angeles, onde a música foi realizada por Michael Bublé.
Suas composições foram gravadas por Dinah Washington, Archie Shepp, Harry Connick Jr., Barbra Streisand, Johnny Mathis, Ray Charles, Diana Krall, The Dells (cuja versão de "Sing a Rainbow" foi um sucesso internacional em 1969) e outras. Em muitas ocasiões, Hamilton trabalhou exclusivamente como letrista; sua longa lista de colaboradores inclui compositores como Walter Jurmann,  Armando Manzanero,  Jerry Fielding,  Johnny Mandel, Michel Legrand, David Raksin,  Robert Ragland,  Riz Ortolani,  Terry Trotter,  Lori Barth,  Barry Mann,  Dave Grusin,  Walter Scharf,  Joe Harnell,  Leroy Holmes,  Harriet Schock, Ron Anthony e Patrick Williams. Hamilton também foi indicado ao Oscar, dois Emmys e um Globo de Ouro.
Ele é membro do Conselho de Governadores da Academia de Artes e Ciências Cinematográficas (Ramo da Música), e membro do Conselho da Fundação ASCAP.